# Batalla de l'aeroport Antónov
La batalla de l'Aeroport Antónov va ser un enfrontament militar que es desenvolupà en l'aeroport homònim, ubicat en la rodalia de Kíiv, entre les Forces Armades de Rússia i les Forces Armades d'Ucraïna, que va començar el 24 de febrer de 2022 durant la invasió d'Ucraïna. El resultat va ser la victòria de l'Exèrcit rus, que si bé va ser repel·lit inicialment per les forces ucraïneses que defensaven l'aeròdrom, el sendemà van aconseguir fer-se amb l'objectiu després d'un contraatac. Segons el Ministeri de Defensa rus, l'Exèrcit ucraïnès va sofrir unes 200 baixes mentre que no se'n va produir cap en el bàndol rus.

## Descripció

### Primer assalt
Més de 30 helicòpters russos van desembarcar tropes aerotransportades russes per a assegurar l'aeroport Antónov a Hostómel, una ciutat de l'àrea metropolitana de Kíiv, en un intent de crear un pont aeri en el qual les tropes i l'equip poguessen arribar a menys de 10 quilòmetres de la capital ucraïnesa. Les forces russes van capturar inicialment l'aeroport després de 3 hores de combats, però es va produir una contraofensiva ucraïnesa, en la qual les tropes aerotransportades russes defensores van ser envoltades en l'aeroport i destruïdes, segons fonts ucraïneses.
Es desconeixia l'estat de l'AN-225, l'avió més gros del món, que té la seua base en l'aeroport, amb informes mixtos sobre el seu destí, durant la batalla. Posteriorment es va confirmar que l'aeronau estava intacta.

### Segon assalt
El 25 de febrer de 2022, les forces terrestres russes que avançaven des de Belarús van prendre el control de l'aeroport després de trencar les defenses ucraïneses en la batalla d'Ivànkiv. Segons el Ministeri de Defensa rus, la captura es va produir després d'una operació en la qual van participar uns 200 helicòpters i en la qual 200 soldats ucraïnesos van morir durant els combats, mentre que l'exèrcit rus no va sofrir baixes.

### L'estat de l'Antónov An-225

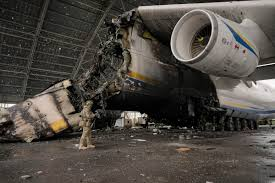
Estat de l'An-225 Mriya després de la batalla.

En els primers dies des del començament de la batalla, es va desconèixer l'estat de l'AN-225, l'avió més gros del món, que tenia la base a l'aeroport, amb informes mixtos sobre el seu destí. Tot i que abans de les hostilitats estava intacta, més tard les autoritats aeroportuàries, l'empresa pública Ukroboronprom i el president d'Ucraïna, Volodímir Zelenski, van confirmar-ne la destrucció.

### Seqüeles
Al 28 de març del 2022, les imatges de satèl·lit no mostraven forces russes dins de l'aeroport. El 29 de març, el viceministre de Defensa rus, Alexander Fomin, va anunciar la retirada de les forces russes de l'àrea de Kíiv, inclòs l'abandó de l'aeroport d'Antónov.